# Capra
Capra é um gênero de mamífero ruminante que pertence à família dos bovídeos. Faz parte da tribo Caprini, da subfamília Antilopinae. O grupo inclui 10 espécies, desde animais selvagens como os íbex, o markhor e a cabra-selvagem até as várias raças domésticas de bode, uma espécie domesticada de cabra-selvagem. Estes animais têm um estômago tetra-compartimentado que tem um papel vital na digestão, na regurgitação e na redigestão de seu alimento.   A cabra-das-rochosas, apesar do nome, não é considerada uma cabra verdadeira pelos cientistas, pertencendo assim ao gênero Oreamnos.

## Semelhança com as ovelhas
O gênero Capra está relacionado próximo às ovelhas, ao ponto de causar confusões taxonômicas ocasionais, mas o comportamento da cabra é completamente diferente. As ovelhas são pastadoras e vivem em rebanhos, enquanto que as cabras têm comportmaneto parecido com cervos, comendo brotos e galhos, e tendem a ser mais territoriais.  Como os carneiros, têm chifres que continuam a crescer durante todo sua vida, ao invés dos que caem uma vez por ano. Ao contrário dos carneiros, tanto nos bodes, quanto nas cabras, crescem chifres, e ambos os sexos podem ter barbichas. As cabras são animais de pastoreio e sobrevivem melhor em uma situação de rebanho do que sozinhos. As cabras tendem a ser mais agressivas com predadores, e assim pastores de ovelhas podem juntar cabras ao seu rebanho, assim o rebanho antes de fugir terá as defesa das cabras. Um rebanho tem tipicamente uma rainha, que conduz o rebanho. São também muito mais vívidos e curiosos que as ovelhas. Mas os dois gêneros têm a mesma pupila linear horizontal.

## Espécies e subespécies
O gênero Capra contém 10 espécies:
- Capra aegagrus — Cabra-selvagem

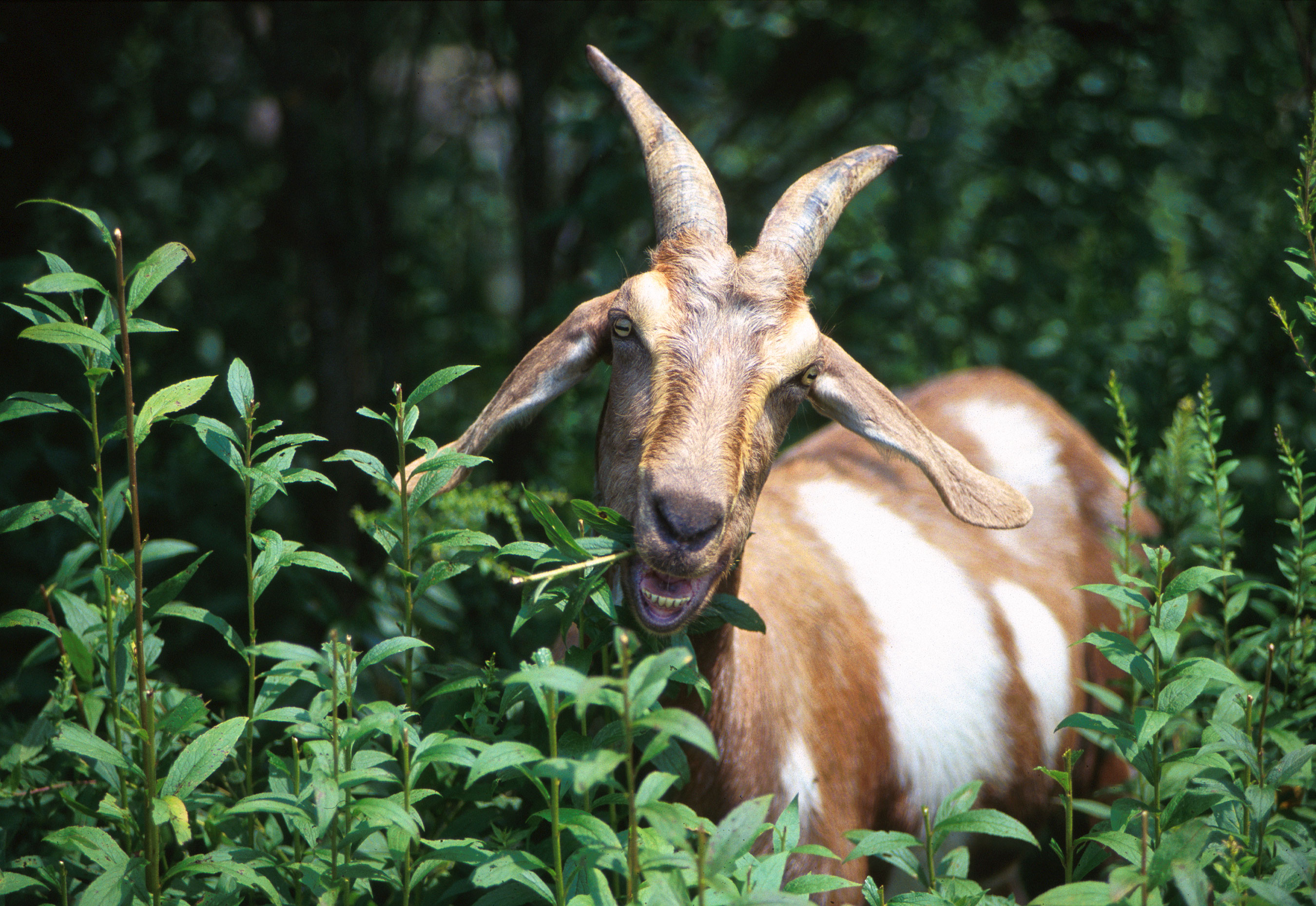
Preferindo as espécies lenhosas, as cabras selecionam os brotos comendo das partes de baixo para as partes superiores de uma planta.
Foto por Scott Bauer da USDA

- Capra caucasica — Tur-do-cáucaso-ocidental
- Capra cylindricornis — Tur-do-cáucaso-oriental
- Capra falconeri — Markhor
- Capra hircus — Cabra-doméstica
- Capra ibex — Íbex-dos-alpes
- Capra nubiana — Íbex-da-núbia
- Capra pyrenaica — Íbex-dos-pirenéus
- Capra sibirica — Íbex-siberiano
- Capra walie — Íbex-walia

|  | Capra aegagrus                | Cabra selvagem (Cabra de Bezoar, Pasang)        |
|  | Capra aegagrus hircus         | Bode                                            |
|  | Capra aegagrus creticus       | Kri-kri (Cabra de Creta, Agrimi, Ibex de Creta) |
|  | Capra caucasia                | Tur do Cáucaso Ocidental                        |
|  | Capra cylindricornis          | Tur do Cáucaso Oriental                         |
|  | Capra falconeri               | Markhor                                         |
|  | Capra falconeri heptneri      | Markhor de Bukharan                             |
|  | Capra falconeri chialtanensis | Markhor de Chialtan                             |
|  | Capra falconeri megaceros     | Markhor de Chifres Retos                        |
|  | Capra falconeri jerdoni       | Markhor de Suleiman                             |
|  | Capra ibex                    | Íbex-dos-alpes                                  |
|  | Capra ibex ibex               |                                                 |
|  | Capra ibex nubiana            | Íbex-da-núbia, também pode ser Capra nubiana    |
|  | Capra ibex sibirica           | Íbex-asiático, também pode ser Capra sibirica   |
|  | Capra pyrenaica               | Íbex-espanhol                                   |
|  | Capra pyrenaica victoriae     | Íbex-de-gredos                                  |
|  | Capra pyrenaica hispanica     | Íbex-andaluz                                    |
|  | Capra pyrenaica pyrenaica     | Íbex-dos-pirenéus†                              |
|  | Capra pyrenaica lusitanica    | Íbex-português†                                 |
|  | Capra walie                   | Íbex-walia                                      |

## Comportamento
As cabras são extremamente curiosas e inteligentes. São facilmente amansadas e treinadas para puxar carros e caminhar com corda. São também conhecidas por fugir de cercados, e podem ser usadas para encontrar as aberturas, pois elas testarão logo o cercado. As cabras são muito coordenadas e podem escalar e se equilibrar nos lugares mais precários, também possuem a habilidade de escalar árvores, embora ela deve ser de um certo ângulo para possibilitar a escalada.
Uma concepção comum é que as cabras comerão qualquer coisa, isto não é verdadeiro em tudo, na realidade não irão pegar algo que caiu na terra ou algo que ela já tinha na boca. As cabras preferem alimentar-se de arbustos, moitas e  ervas daninhas. Mofo na alimentação pode fazê-la doente e possivelmente matá-la.  Plantas da família Solanaceae são também venenosas; folhas de árvores frutíferas selvagens podem também matar cabras. Também não devem ser alimentados de pasto com algum sinal de mofo.  A silagem (milho picado e fermentado) não é bom para cabras, mas silagem de alfafa pode ser usada se consumida imediatamente depois da abertura. A alfafa é seu feno favorito.

## Domesticação e Usos

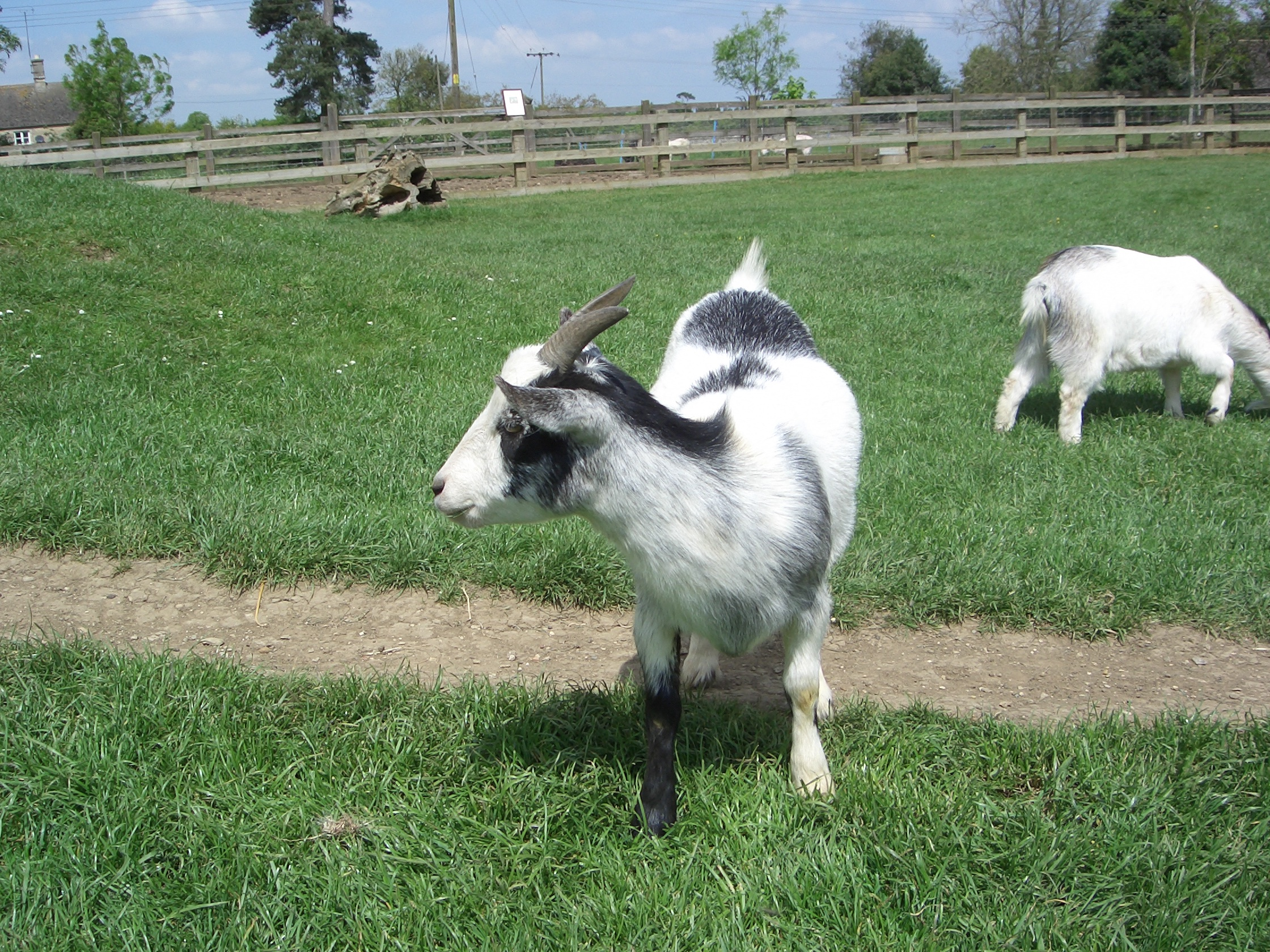
Cabrito num Zoológico Britânico

Junto com as ovelhas, as cabras estão entre os primeiros animais domesticados, o processo da domesticação começou há 10.000 anos. As cabras podem primeiramente terem sido domesticadas em o que é agora o norte do Irã. O fácil acesso humano ao couro da cabra, a carne, e o leite eram os primeiros motivos. O couro de cabra foi de uso popular até a Idade Média como bolsas de água e de vinho ao viajar e ao acampar, e em determinadas regiões para a escrita.
A carne e o leite são muito consumidos. O leite tornou-se mais popular em anos recentes, devido a ser fácil de digerir, e há quem chame o leite da cabra de "universal" pois pode ser dado à maioria dos mamíferos. O leite da cabra é usado também fazer queijos tais como Rocamadour e Feta. O couro de cabra é usado fazer luvas infantis e outras vestimentas. As cabras Angorá produzem uma lã parecida com seda, outras raças que produzem lã são a Kashmir e a Pygora, todas de fibras macias em que podem ser feitos suéteres e outros artigos. Algumas pessoas têm cabras como animais de estimação também. Também são utilizadas como uma ferramenta de controle de ervas daninhas, na cidade de Boulder, Colorado, EUA experimentou-se em 2005 de rebanhos de cabras combater ervas daninhas como a escovinha.http://www.ci.boulder.co.us/environmentalaffairs/ipm/ipm2001report/Enviro%20Res_Parks%202001%20data.PDF As cabras são usadas também para limpar capoeiras incluindo o carvalho venenoso nos montes do lado leste de San Francisco na Califórnia, como maneira de prevenir incêndios.

## Galeria

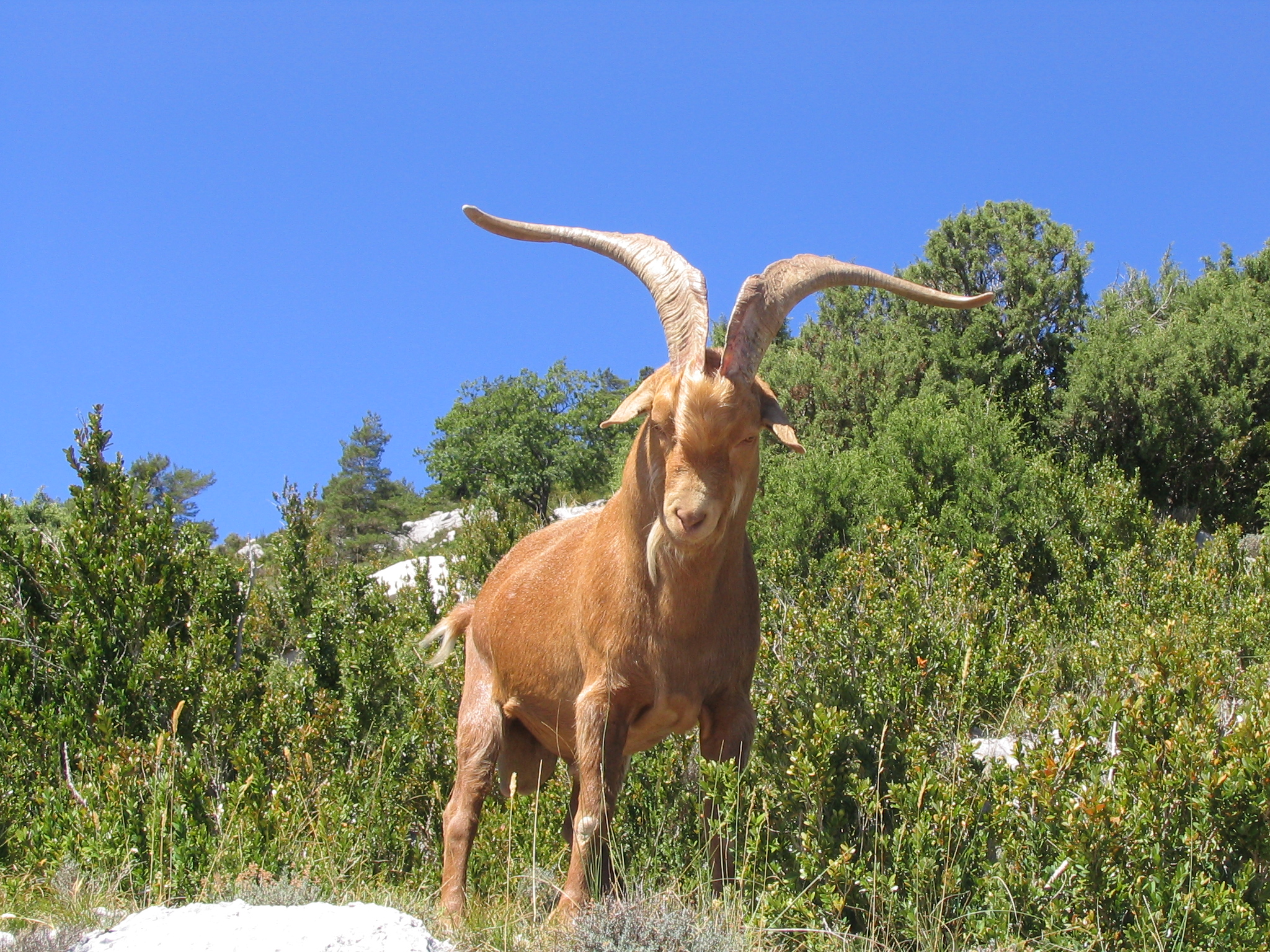
Bode na montanha acima de Georges du Verdon, Provença, Sul da França
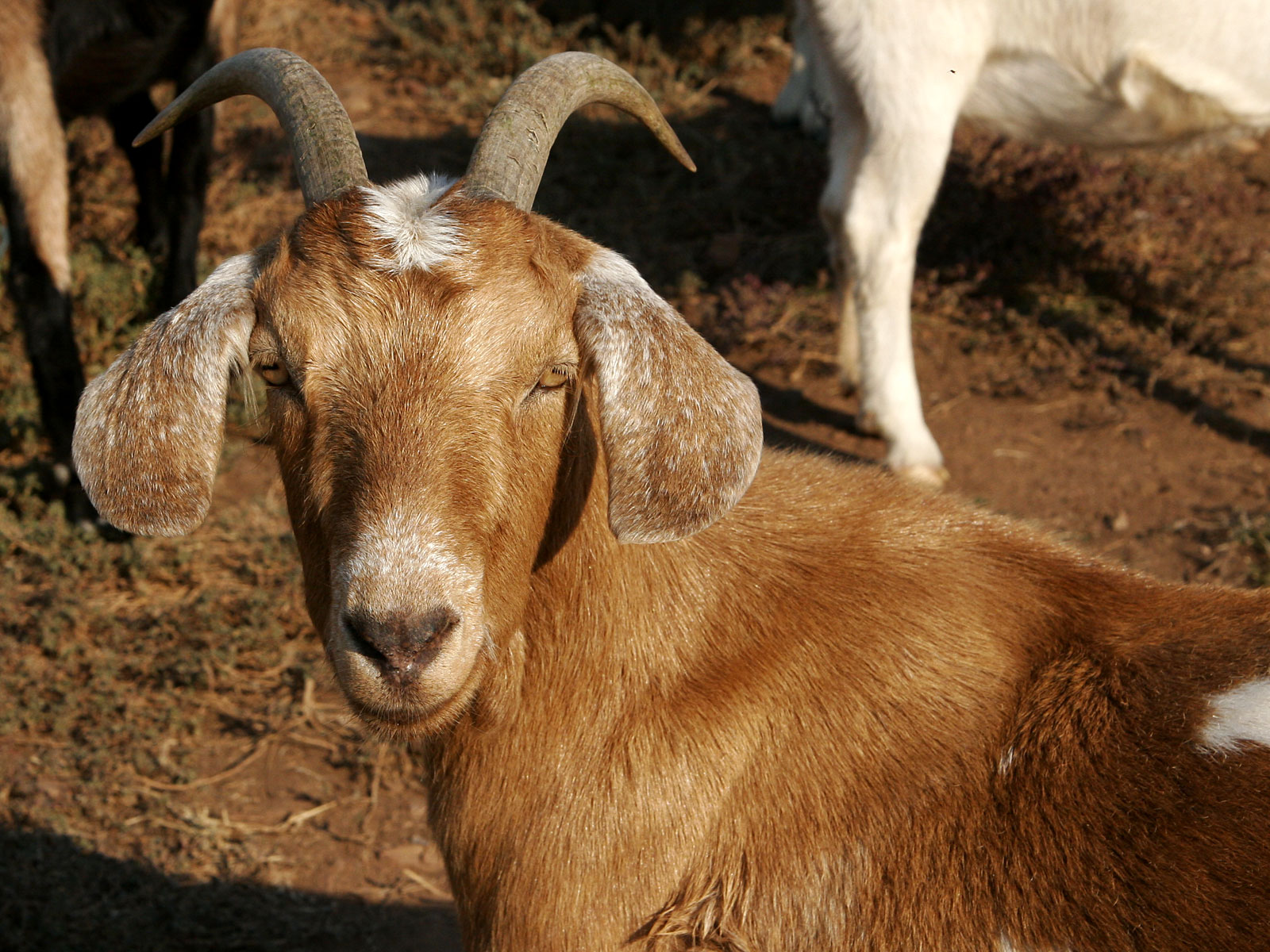
Cabra
Cabras Domésticas subindo uma colina
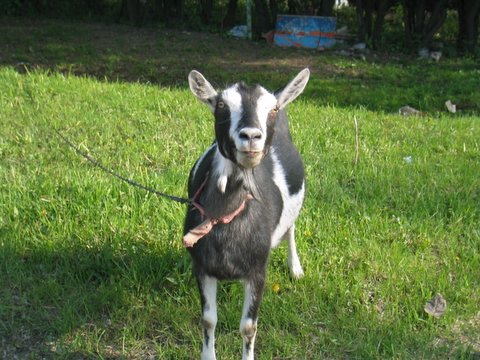
Cabra Doméstica em Varsóvia, Polônia
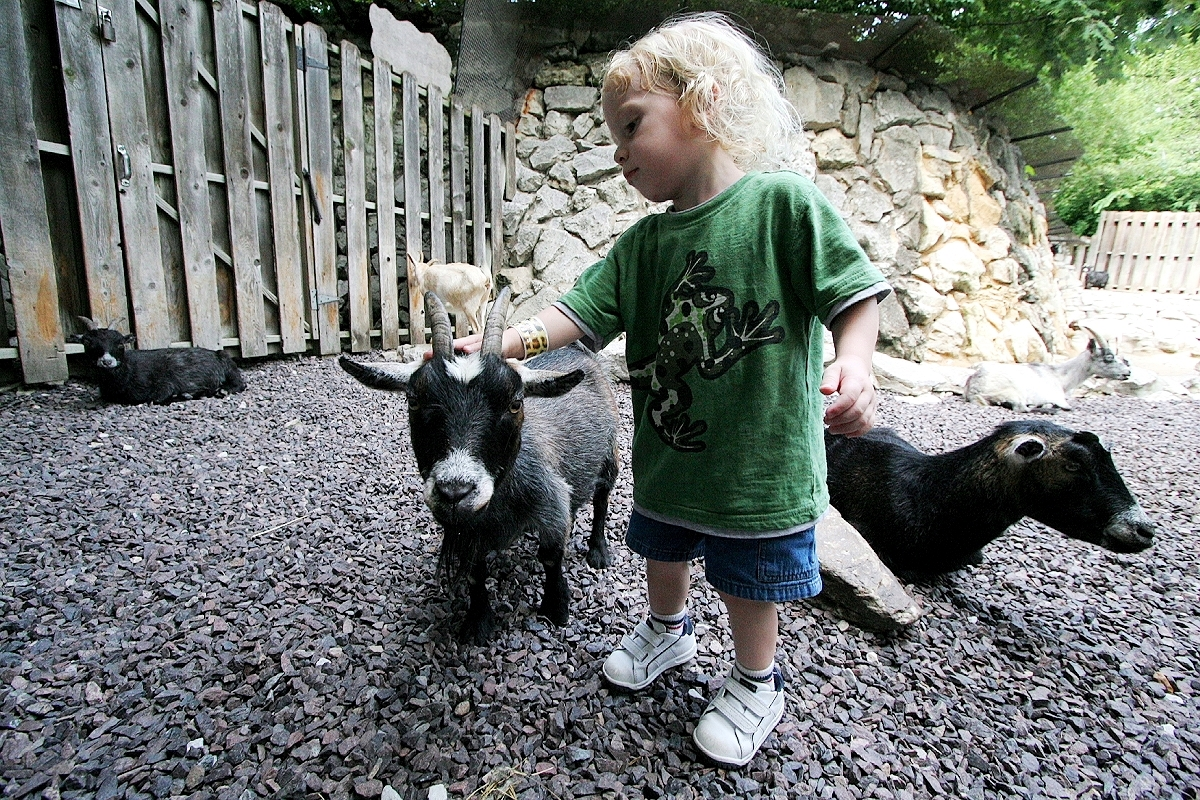
Criança com cabritos no Zoológico de Bichos de Estimação, Saint Louis Zoological Park
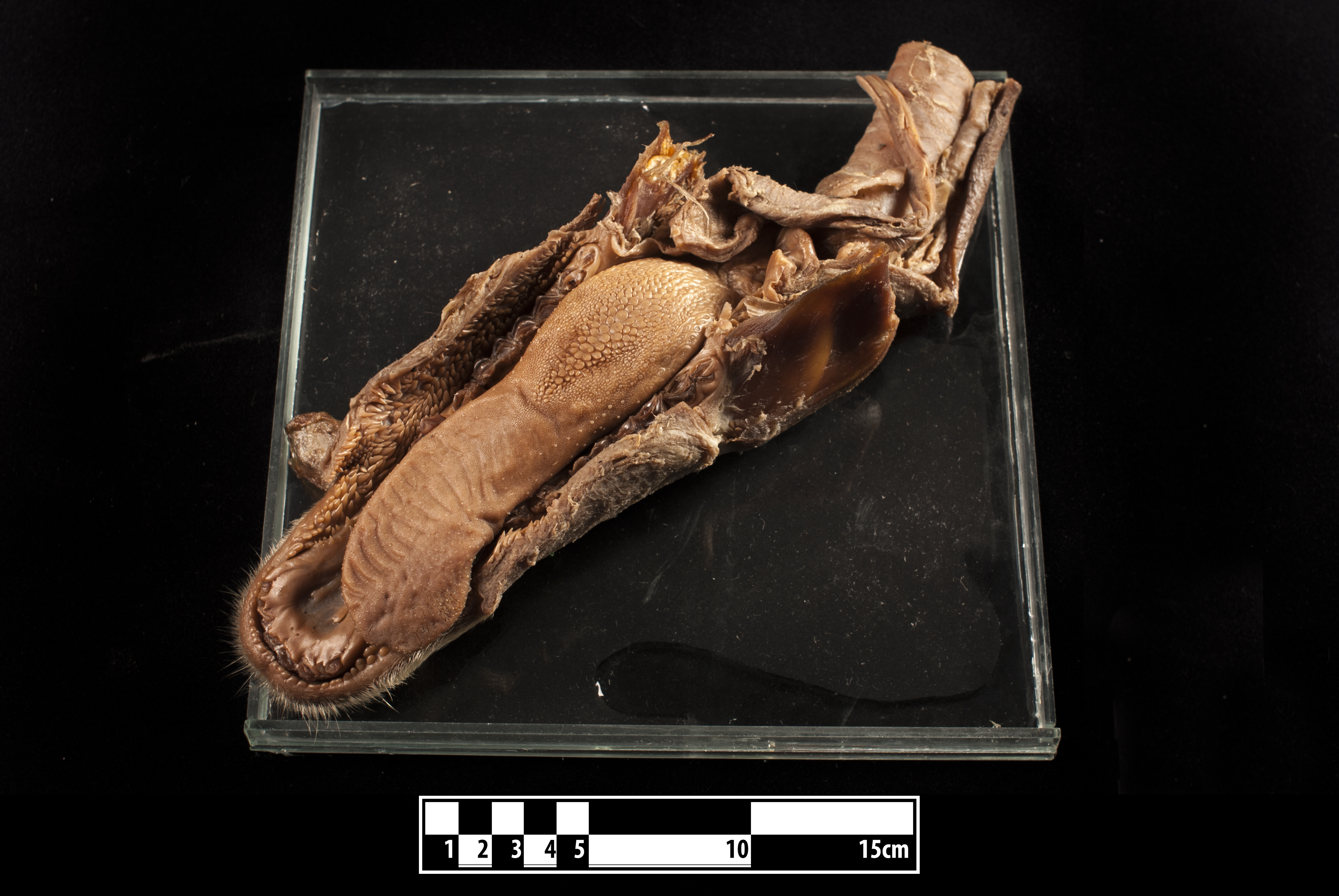
Língua de cabra